# Autoroute A4 (Autriche)
Pour les articles homonymes, voir Autoroute A4 et Autoroute de l'Est.
L'autoroute autrichienne A4 (en allemand : Ost Autobahn (A4) ou Autoroute de l'est) est un axe autoroutier situé en Autriche, qui relie Vienne à la frontière hongroise.